# 亨利·奥古斯塔斯·罗兰
亨利·奥古斯塔斯·罗兰（英語：Henry Augustus Rowland，1848年11月27日—1901年4月16日）是一位美国物理学家。

## 生平
1899年至1901年任首任美国物理学会会长。今天他主要是以制作高品質衍射光栅和对太阳光谱的研究而知名。